# 소피 그로뵐
아네 소피 그로뵐(덴마크어: Anne Sofie Gråbøl, 1968년 7월 30일 ~ )은 덴마크의 배우이다.